# Pont des Souvenirs
Le pont des Souvenirs est un pont couvert situé près de Beaucanton, dans le Nord-du-Québec.

## Histoire
Le pont des Souvenirs a été construit en 1954 au-dessus de la Rivière Turgeon. Il est situé sur le chemin des 2e-et-3e-Rangs. Il a été fermé à la circulation en 2010.